# Remembrance (film, 1982)
Pour les articles homonymes, voir Remembrance.
Pour plus de détails, voir Fiche technique et Distribution.
Remembrance est un film dramatique britannique réalisé par Colin Gregg en 1982.

## Synopsis
Un groupe de soldats de la Royal Navy basés à Devonport, en partance pour les États-Unis pour un exercice avec l'OTAN de six mois, sortent en ville pour leur dernière nuit au port, et vont violemment découvrir la tristement célèbre Union Street du district de Plymouth.

## Fiche technique
- Titre : Remembrance
- Réalisation : Colin Gregg
- Scénario : Hugh Stoddart
- Musique : Brian Eno (extraits de Music for Films)
- Direction artistique : Jamie Leonard
- Costumes :
- Photographie : John Metcalfe
- Montage : Peter Delfgou
- Production : Colin Gregg, Selwyn Roberts
- Société de distribution : Universal Pictures
- Budget :
- Pays d'origine :  Royaume-Uni
- Langues : anglais
- Lieux de tournage :  Royaume-Uni
- Format : Couleurs (Technicolor) - 1,85:1 - Son Mono -  35 mm
- Genre : Drame
- Durée : 117 minutes (1h57)
- Dates de sortie :
  - 1982,  Royaume-Uni
  - 1982,  France

## Distribution
- John Altman : Steve
- Al Ashton : John
- Gary Oldman : Daniel
- Timothy Spall : Douglas
- Pete Lee-Wilson : Vincent